# Филлипс, Винс
Винсент-Эдвардс Филипс старший (англ. Vincent Edwards Phillips Sr., родился 23 июля 1963 в Пенсаколе, США) — американский боксёр-профессионал, выступавший в полусреднем (Welterweight) весе. 31 мая 1997 в бою с Костей Цзю завоевал титул чемпиона мира по версии Международной боксёрской федерации.